# Loftacarus longicaudatus
Loftacarus longicaudatus är en kvalsterart som först beskrevs av Balogh och Csiszár 1963.  Loftacarus longicaudatus ingår i släktet Loftacarus och familjen Acaronychidae. Inga underarter finns listade i Catalogue of Life.